# Gustaf Smith (militär)
Gustaf Axel Smith, född den 3 april 1884 i Stockholm, död den 16 oktober 1978 i Linköping, var en svensk militär.
Smith, som var officersson, blev underlöjtnant vid Andra Svea trängkår 1905 och löjtnant där 1907. Han avlade gymnastiklärarexamen 1915 och befordrades till kapten vid trängen 1918. Smith var adjutant hos inspektören för trängen 1918–1925 och samtidigt lärare vid krigsskolans militära förvaltningskurs. Han tjänstgjorde vid livgardet till häst 1922 och vid generalstaben 1925–1927. Smith blev major och chef för Svea trängkår 1927.  Han var chef för Göta trängkår 1928–1934, befordrades till överstelöjtnant i armén 1932 och var åter chef för Svea trängkår (som då hade flyttat från Örebro till Linköping) 1934–1944. Han blev överste i armén 1936 och vid trängen 1937. 
Smith blev ledamot av Krigsvetenskapsakademien 1925. Han blev riddare av Svärdsorden 1926, av Vasaorden 1928, av Nordstjärneorden 1936 och av Carl XIII:s orden 1954 samt kommendör av andra klassen av Svärdsorden 1939 och kommendör av första klassen 1942. Smith innehade diverse allmänna uppdrag under sin tid i Skövde 1928–1934. Han var ledamot av Linköpings stadsfullmäktige 1942–1950, av kyrkofullmäktige 1938–1954 (ordförande 1943–1954),  kyrkorådsledamot och kyrkvärd 1943–1954 samt nämndeman 1948–1953. Smith var aktiv i föreningslivet, bland annat inom Röda korset, Blå stjärnan (som från början hette Röda stjärnan) och Cykelfrämjandet. Han var även verksam inom olika djurskyddsorganisationer. Smith utgav reseberättelser från Belgien och Finland. Han var medarbetare i talrika tidningar och tidskrifter. Smith vilar på Nya norra griftegården i Linköping.